# براین اکو
براین اکو (زادهٔ ۱۶ مهٔ ۲۰۰۳) بازیکن فوتبال اهل سوئیس است که در پست مدافع برای باشگاه فوتبال لیفرینگ اتریش بازی می‌کند.
وی همچنین در تیم‌های ملی فوتبال زیر ۱۵ سال، زیر ۱۶ سال و زیر ۱۷ سال سوئیس بازی کرده‌است.